# میاریناواراترا
میاریناواراترا (به لاتین: Miarinavaratra) یک منطقهٔ مسکونی در ماداگاسکار است که در Fandriana District واقع شده‌است.
 میاریناواراترا  ۱۹٬۰۰۰ نفر جمعیت دارد و ۱٬۴۲۵ متر بالاتر از سطح دریا واقع شده‌است.